# لیوتنگه
لیوتنگه (به لاتین: Lyutenge) یک رود در روسیه است که در یاقوتستان واقع شده‌است.